# Sterrastrolepis
Sterrastrolepis is een geslacht van sponsdieren uit de klasse van de Demospongiae (gewone sponzen).

## Soort
- Sterrastrolepis brasiliensis Volkmer & Rosa Barbosa, 1978